# テトラフルオロホウ酸アンモニウム
テトラフルオロホウ酸アンモニウム(Sodium tetrafluoroborate)は、アンモニウムカチオンとテトラフルオロホウ酸アニオンからなる、化学式NH4BF4の無機化合物である。熱分解すると、フッ化水素、窒素酸化物、アンモニアからなる有毒蒸気を発生する。

## 合成
フッ化アンモニウムをホウ酸及び硫酸と反応させることで合成される。
8 NH4F + 2 H3BO3 + 3 H2SO4 → 2 NH4BF4 + 3 (NH4)2SO4 + 6 H2O